# بنشوف و سمیل
بنشوف و سمیل (به چکی: Benešov u Semil) یک منطقهٔ مسکونی در جمهوری چک است که در ناحیه سمیلی واقع شده‌است. بنشوف و سمیل ۸۸۲ نفر جمعیت دارد و ۳۵۲ متر بالاتر از سطح دریا واقع شده‌است.